# مجفف (وعاء)

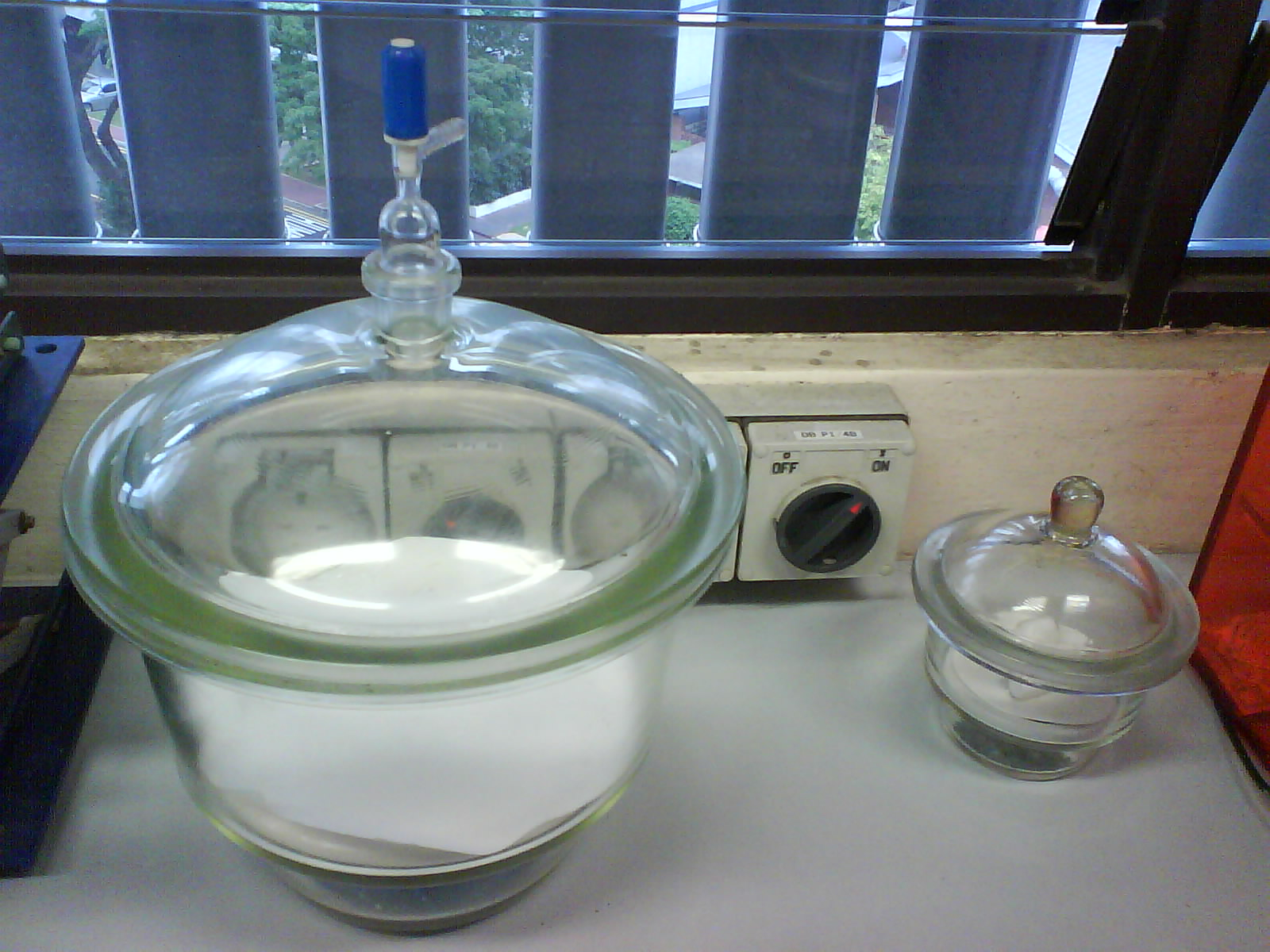
المجفاف إلى اليمين ومجفاف التفريغ إلى اليسار. لاحظ صنبور زنق الذي يسمح بتفريغ المجفاف. لاحظ أيضا كريات من هلام السيليكا الأزرق في قعر المجفاف، يستخدم هذا الهلام كعامل تجفيف.

المجفف (بالإنجليزية: Desiccator)‏ هي حاوية مغلقة باحكام تحتوي على عامل تجفيف (desiccant) تستخدم لحفظ المواد الحساسة للرطوبة. الاستخدام الشائع للمجففات هو حماية المواد الكيميائية الرَطوبة (المسترطبة)، أو تلك التي تتفاعل مع الماء الناتج عن الرطوبة.
يستخدم المجفاف لإزالة آثار الماء من العينات المجففة تقريبا. وإذا كان المجفاف غير كاف وحده، يمكن تجفيف العينة عند درجات حرارة عالية باستخدام مسدس تجفيف أدرهالدن (Abderhalden's drying pistol)

## طريقة الاستخدام
معظم أنواع المجفاف دائرية الشكل في الاستخدامات المخبرية ومصنوعة من الزجاج الثقيل. ويوجد عادة أرضية توضع عليها العينة يمكن نزعها لكي يوضع تحتها عامل التجفيف مثل هلام السيليكا.
وقد يكون المجفاف مزودا بصنبور زنق (stopcock) يسمح بتفريغ المجفاف. تعرف هذه النماذج عادة بمجفاف التفريغ. ومن الممارسات العملية أثناء تفريغ المجفاف أن يغطى بشريط لاصق بشكل متصالب، أو يوضع المجفاف وراء ستار لتقليل الضرر في حالة انفجاره. ويستخدم الشحم على حرف المجفف للحصول على إغلاق جيد.